# Стефанов Олександр Іванович (офіцер)
Олександр Іванович Стефанов (рос. Александр Иванович Стефанов; 14 вересня 1981, Болхов, РРФСР — 31 травня 2022, Луганська область, Україна) — російський офіцер, підполковник ПДВ РФ. Герой Російської Федерації.

## Біографія
Син робітників. Після закінчення Болховської середньої школи №1 імені Карла Маркса (сьогодні — Болховська гімназія) в 1998 році вступив у Мценський агроліцей, навчався на економіста і бухгалтера. Займався біатлоном, здійснив 14 стрибків з парашутом у мценському клубі «Десантник». 
В 2000 році вступив у Рязанське повтрянодесантне командне училище. Після закінчення училища в 2005 році призначений командиром парашутно-десантного взводу 104-го десантно-штурмового полку. Виконував спеціальні завдання в Киргизії, Криму і Сирії. 
З 24 лютого 2022 року брав участь у вторгненні в Україну, командир парашутно-десантного батальйону свого полку. Учасник боїв в Київській і Луганській областях. 31 травня 2022 року був поранений в ногу під Попасною. Того ж дня БМП, яка перевозила Стефанова в шпиталь, підірвалась на міні, після чого була уражена протитанковою ракетою і Стефанов загинув. 23 червня був похований в рідному місті.
Був одружений, виховував двох дочок та сина.

## Звання
- Капітан (1 липня 2009)
- Майор (28 вересня 2013)
- Підполковник (31 січня 2019)

## Нагороди
Отримав численні нагороди, серед яких:
- Медаль «За військову доблесть» 2-го ступеня
- Медаль «Генерал армії Маргелов»
- Медаль «За відзнаку у військовій службі» 3-го, 2-го і 1-го класу (20 років)
- Іменний годинник від самопроголошеного Президента Білорусі Олександра Лукашенка за участь у військовому параді в Мінську.
- Орден Мужності (2022)
- Звання «Герой Російської Федерації» (14 вересня 2022, посмертно) — «за мужність і героїзм, проявлені під час виконання військового обов'язку.» 30 вересня медаль «Золота зірка» була вручена рідним Стефанова.

## Вшанування пам'яті
22 вересня 2022 року ім'я Стефанова було присвоєне вулиці в Болхові.
На території гімназії, в якій навчався Стефанов, була започаткована алея Пам'яті імені Героя Росії О.І. Стефанова.